# 皮肚

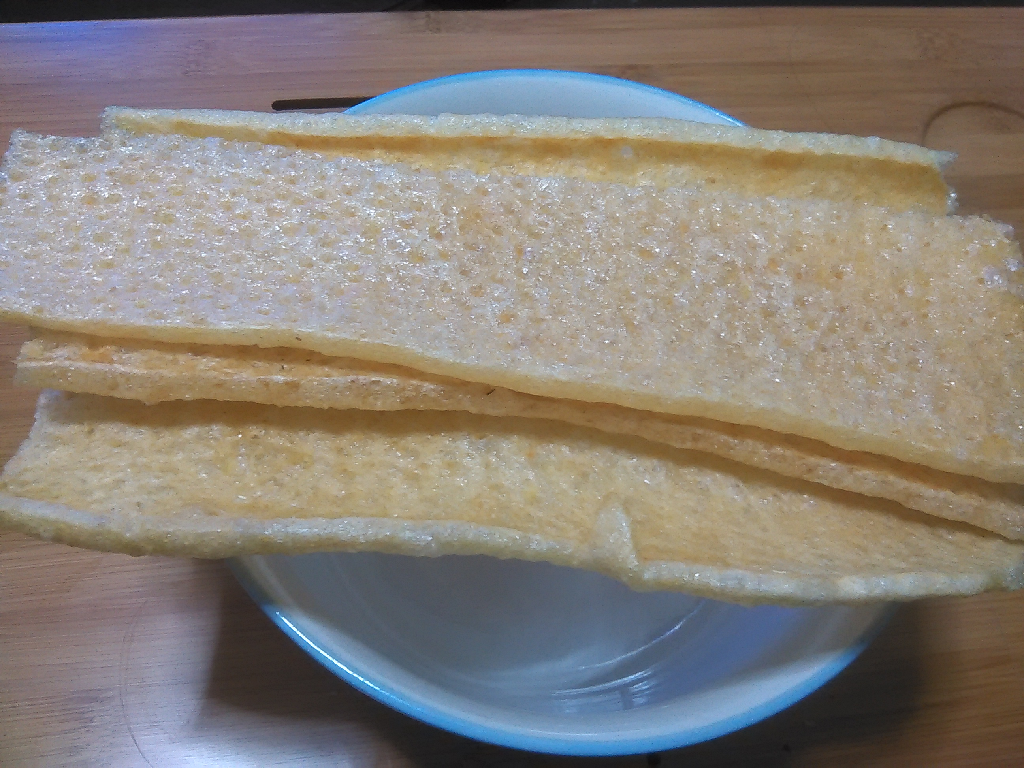
未经泡发的皮肚

皮肚，又名干肉皮，是一种用猪皮制成的食品，是淮扬菜的重要材料之一。

## 制作方法
将新鲜猪皮除去脂肪及毛发，用清水煮到半透明状，然后捞起在通风处晾干，待完全晾干后放入油锅炸至金黄即制成皮肚。现时也有不通过油炸，而是通过其他方法进行膨化生产的皮肚。

## 食用方法
将干皮肚用清水泡发至变软即可。皮肚经涨发后，可切成丝、片、块等形状，适宜于凉拌、烧汤等烹调方法。中国南京著名小吃“皮肚面”就是以皮肚为主要原料烹制而成。